# 陳家洛 (香港)
陳家洛（英語：Kenneth Chan Ka-lok；1968年6月12日— ），香港政治人物，香港浸會大學政治及國際關係學系副教授，前香港立法會香港島地區直選議員。

## 教學研究
陳博士之研究興趣包括：後共產主義政治、民主化進程、英國政治、歐盟政治、香港政治及東歐語言，其研究文章見於Europe-Asia Studies, Electoral Studies, Oxford International Review, Party Politics, West European Politics, Central and East European Political Science Review, Studia Polityczna（波蘭）, Druzboslovne Razprave（斯洛文尼亞），及《香港社會科學學報》。曾任教於波蘭華沙大學及格但斯克大學。

## 參與政治

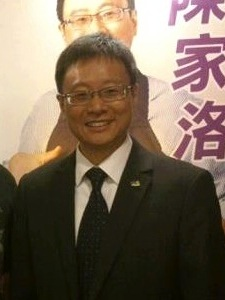
2012年的陳家洛

陳家洛曾為報刊撰寫多篇評論文章，亦曾為公民黨的執委及新界西支部主席及黨中央秘書長。據新界西支部一名執委所言，本來按照公民黨內部共識，應由陳代表公民黨參與2008年香港立法會選舉新界西地區直選，但陳後來讓予有意改循直選的原立法會社會福利界功能組別議員的公民黨副主席張超雄，使其爭取連任。而公民黨新界西支部位於屯門公路的辦事處，也是陳在新西支部主席任內開設的。（該支部已在2009年3月遷往荃灣青山公路）
陳家洛在公民黨組建之前，曾伙拍立法會議員何秀蘭，在網路電台香港人民廣播電台主持《公民搏格》節目及在商業電台伙拍公民黨黨魁(其時仍未組黨)兼立法會議員余若薇主持《薇言大志》節目，又曾經參與由學者及神職人員主導的「民主發展網絡」之運作。
2012年香港立法會選舉，陳家洛與陳淑莊合組名單，參加港島區地區直選。陳家洛於宣傳品上標示自己為教授，但實際上他只是副教授，此舉引起部分人士質疑，數名民主黨黨員更向選管會投訴陳家洛作出失實聲明，但按美式大專學制，無論教授抑或助理教授，一律都被尊稱為「教授」。
2015年香港區議會選舉，陳家洛首次出選區議會港島區海怡東選區並獲得1,845票，但不敵建制派現任議員林啟暉2,180票，而海怡關注組主席區元發則獲643票。

## 个人生活
陳家洛籍貫廣東韶關，生於香港，成長於長沙灣元州街邨。小學就讀聖方濟各英文小學，中學就讀於長沙灣天主教英文中學，及後畢業於香港中文大學政治與行政學系，並於英國牛津大學納菲爾德學院獲取其政治博士學位。陈为天主教徒。
陳已婚，妻子是波蘭人Gabi（中文譯名陳家碧），現居於香港，育有四女一子，包括長女健寧、二女綽寧、孿女靜琳、靜彤，幼子道明。

## 外部連結
- 公民黨官方簡介

| 政黨職務      | 政黨職務                       | 政黨職務                         |
| ------------- | ------------------------------ | -------------------------------- |
| 前任： 首任   | 公民黨新界西支部主席 2006-2008 | 繼任： 張超雄                    |
| 前任： 鄭宇碩 | 公民黨秘書長 2008-2010         | 繼任： 賴仁彪                    |
| 前任： 關信基 | 公民黨主席 2010-2012           | 繼任： 署理：吳靄儀 正任：余若薇 |